# Chingawa-Waldratte
Die Chingawa-Waldratte (Chingawaemys rarus) ist ein kleines Nagetier aus der Familie der Langschwanzmäuse (Muridae), die 2007 entdeckt und 2021 erstbeschrieben wurde. Sie ist bisher ausschließlich aus dem Chingawa-Wald im südwestlichen Äthiopien bekannt ist.

## Merkmale
Der Holotyp der Chingawa-Waldratte hat eine Kopf-Rumpf-Länge von 10,2 Zentimeter, einen 13,6 Zentimeter langen Schwanz, eine Hinterfußlänge von 2,1 Zentimeter und wiegt 27,5 Gramm. Das Rückenfell ist braungrau, das Bauchfell ist weißlich-grau ohne einen gelblichen Einschlag. Der Übergang von der Rückenfärbung zur Bauchfärbung erfolgt abrupt. Die einzelnen Haare sind an der Basis grau und an der Spitze weiß. Die Oberseite der Pfoten sind spärlich mit kurzen, grauen Haaren bedeckt, die Zehen sind von längeren weißen Haaren bedeckt, die Krallen sind weißlich. Sowohl die Außenseite als auch die Innenseite der Ohren sind schwärzlich-grau. Die Oberseite des Schwanzes ist mit relativ kurzen Haaren bedeckt und schwarz, die Unterseite ist grau. Die Zweifarbigkeit des Schwanzes ist aber nicht sehr ausgeprägt. An der Schwanzspitze befinden sich längere Haare. Die Zahnreihen sind relativ kurz und schmal.
Spezielle Anpassungen, z. B. an eine semiaquatische oder baumbewohnende Lebensweise, wurden nicht festgestellt. Die relativ kurzen Hinterfüße und der lange Schwanz könnten jedoch darauf hindeuten, dass die Chingawa-Waldratte teilweise baumbewohnend sein könnte. Weder die Ernährung noch das Fortpflanzungsverhalten der Art sind bisher bekannt.

## Lebensraum
Die Chingawa-Waldratte ist bisher ausschließlich aus dem Chingawa-Wald im südwestlichen Äthiopien bekannt. Es handelt sich um einen feuchten, afromontanen Wald in einer Höhe von etwa 2350 Metern über dem Meeresspiegel. Versuche die Nagerart in einem der umliegenden Wälder zu finden erwiesen sich bisher als erfolglos. Der Chingawa-Wald besitzt ein von einer starken Feuchtigkeit geprägtes Mikroklima, was sich unter anderem in einem häufigen Vorkommen von Baumfarnen zeigt. Weitere Kleinsäuger im Chingawa-Wald sind: die Äthiopien-Bürstenhaarmaus (Lophuromys brunneus) und die Goldfuß-Bürstenhaarmaus (L. chrysopus), die Kaffa-Lamellenzahnratte (Otomys fortior), die Weißfuß-Hochlandratte (Stenocephalemys albipes) und die Rupp-Hochlandratte (S. ruppi), eine bisher unbeschriebene Art aus der Gattung der Mäuse (Mus) und die Yalden-Weißzahnspitzmaus (Crocidura yaldeni).

## Gefährdung
Da das Verbreitungsgebiet der Chingawa-Waldratte sehr klein ist und sie offenbar selten ist, außer dem Holotyp wurde zwischen 2007 und 2017 kein weiteres Exemplar gefangen, ist die Chingawa-Waldratte möglicherweise gefährdet.